# 波普利柯拉
波普利柯拉（拉丁語：Publius Valerius Poplicola；？—前503年），羅馬將領、政治家，與盧修斯·尤尼烏斯·布魯圖斯一起推翻王政，建立羅馬共和國，西元前509年被公認為羅馬共和的開始。
波普利柯拉四次出任羅馬執政官，並擊退進犯羅馬的薩賓人，死後全羅馬人民每人繳納一個 quadran (價值為四分之一磅銅) 為他舉辦國葬，全城婦女私下為他哀悼一年。